# Карло Шванцер
Карло Шванцер (нім. Karl Schwanzer; 21 травня 1918, Відень, Австрія — 20 серпня 1975, Відень) — австрійський архітектор. Його найвідомішими проектами були австрійський виставковий павільйон на Всесвітній виставці «Експо» 1958 року в Брюсселі та проект 1972 року — споруда адміністрації німецького автобудівного та авіамоторного концерну BMW у Мюнхені.

## Життєпис

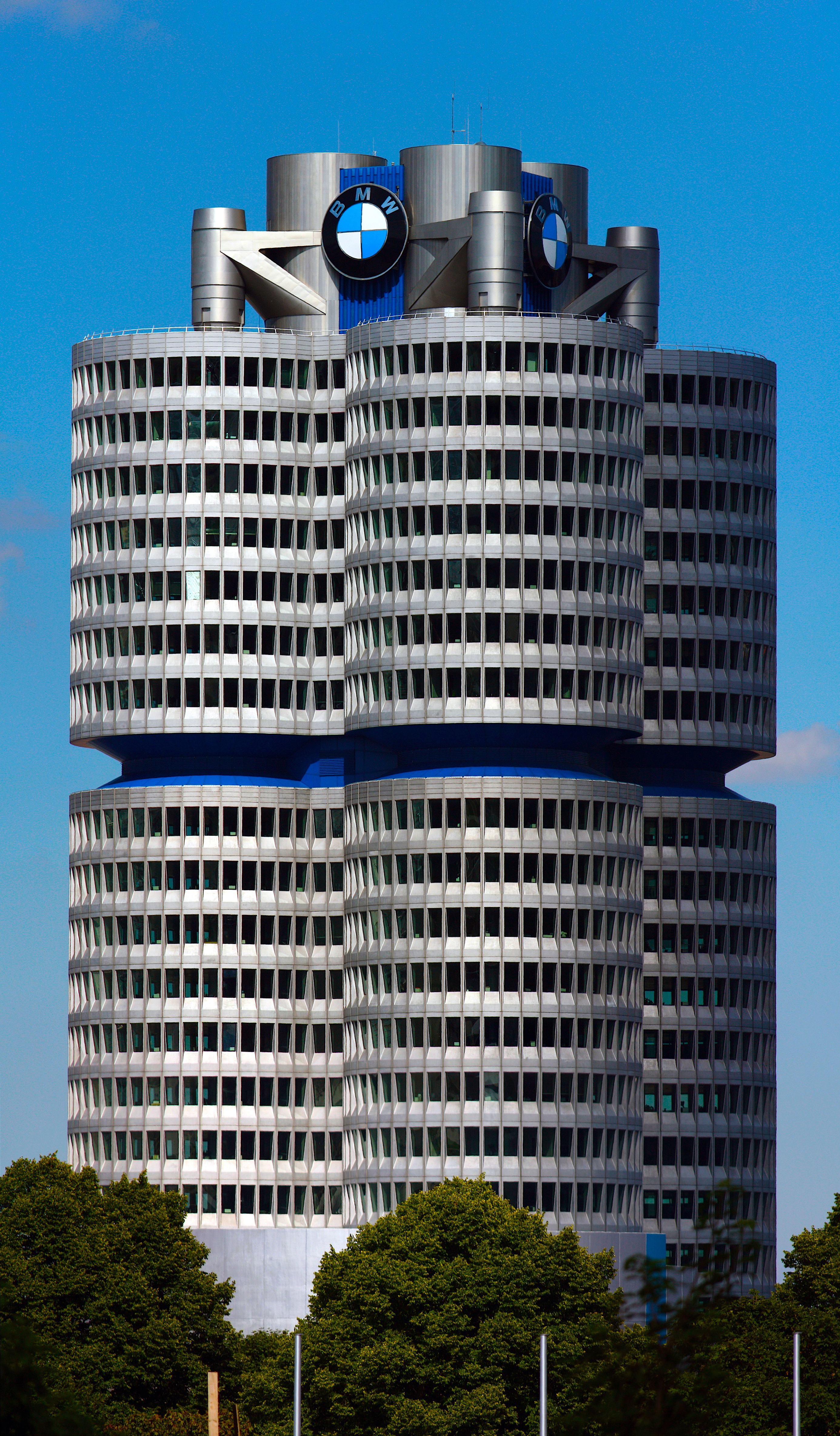
Адміністрація концерну BMW. 2010

Карло Шванцер народився в 1918 році у Відні, у сім'ї простих людей. Любов до будівництва йому привили батько та дядько-тесля, який навчив його свого ремесла. Після закінчення середньої школи у Відні в 1936 році він вирішив вивчати архітектуру в Віденському технічному університеті, який закінчив у 1940 році. Під час навчання він працював техніком у декількох архітектурних фірмах. Уже через рік після закінчення університету за свою роботу «Нові будівельні роботи в звільненій Верхній Сілезії. Кільце в Жорах. Реконструкція та дизайн» (Arbeit Neues Bauen im befreiten Oberschlesien. Der Ring in Sohrau. Entschandelung und Gestaltung) він отримав науковий ступінь доктора філософії.

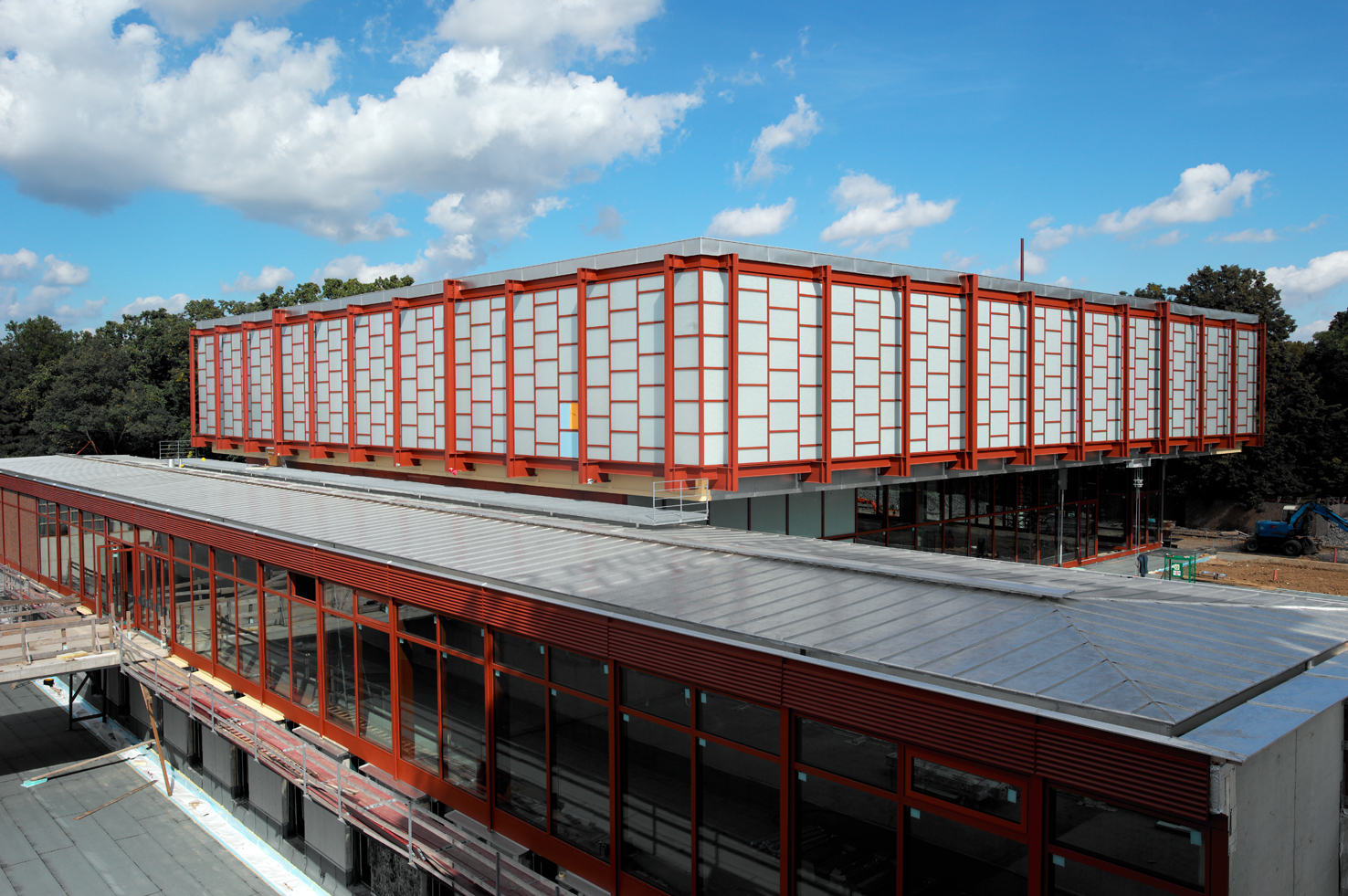
20-ий будинок у Відні. 2010

Після закінчення Другої світової війни Шванцер працював деякий час на різних посадах, а у 1948 році відкрив власну архітектурну студію як незалежний архітектор. Спочатку розробляв невеликі проекти, за які брався з великим натхненням і при виконанні яких прагнув до досконалості.
Першим його великим успіхом був проект австрійського виставкового павільйону на Всесвітній виставці «Експо» 1958 року в Брюсселі. Карло Шванцер був удостоєний посади повного професора Віденського технічного університету, яку він займав до своєї передчасної смерті в 1975 році. Одночасно в 1960-і роки він працював як запрошений професор в технічних університетах Дармштадту, Будапешту та Ер-Ріяду.

Башта та Музей BMW
у Мюнхені

У 1947—1975 рік Шванцер розробив ряд проектів визначних будівель, у яких їх конструкція була тісно пов'язана з функціональністю та структурою. Він створив Австрійський інститут дизайну (Österreichische Institut für Formgebung), а у 1967 році відкрив другу власну архітектурну студію в Мюнхені.
До відкриття в Мюнхені літніх Олімпійських ігор 1972 року він збудував 101 метрову вежу адміністрації німецького автобудівного та авіамоторного концерну BMW, що стала однією з найпомітніших архітектурних будівель міста.
Зовнішній вигляд споруди формою нагадує автошини у гоночному автомобілі, а гараж — головку блоку циліндрів. Вежа складається з чотирьох циліндрів діаметром 52,30 м, кожен з яких має 22 поверхи, два з яких — підвальні, а 18 — офісні. Біля вежі тоді ж був побудований Музей автомобілів BMW. Це теж кругла футуристична будівля у формі алюмінієвої чаші, з основою діаметром 20 м і дахом приблизно 40 м.

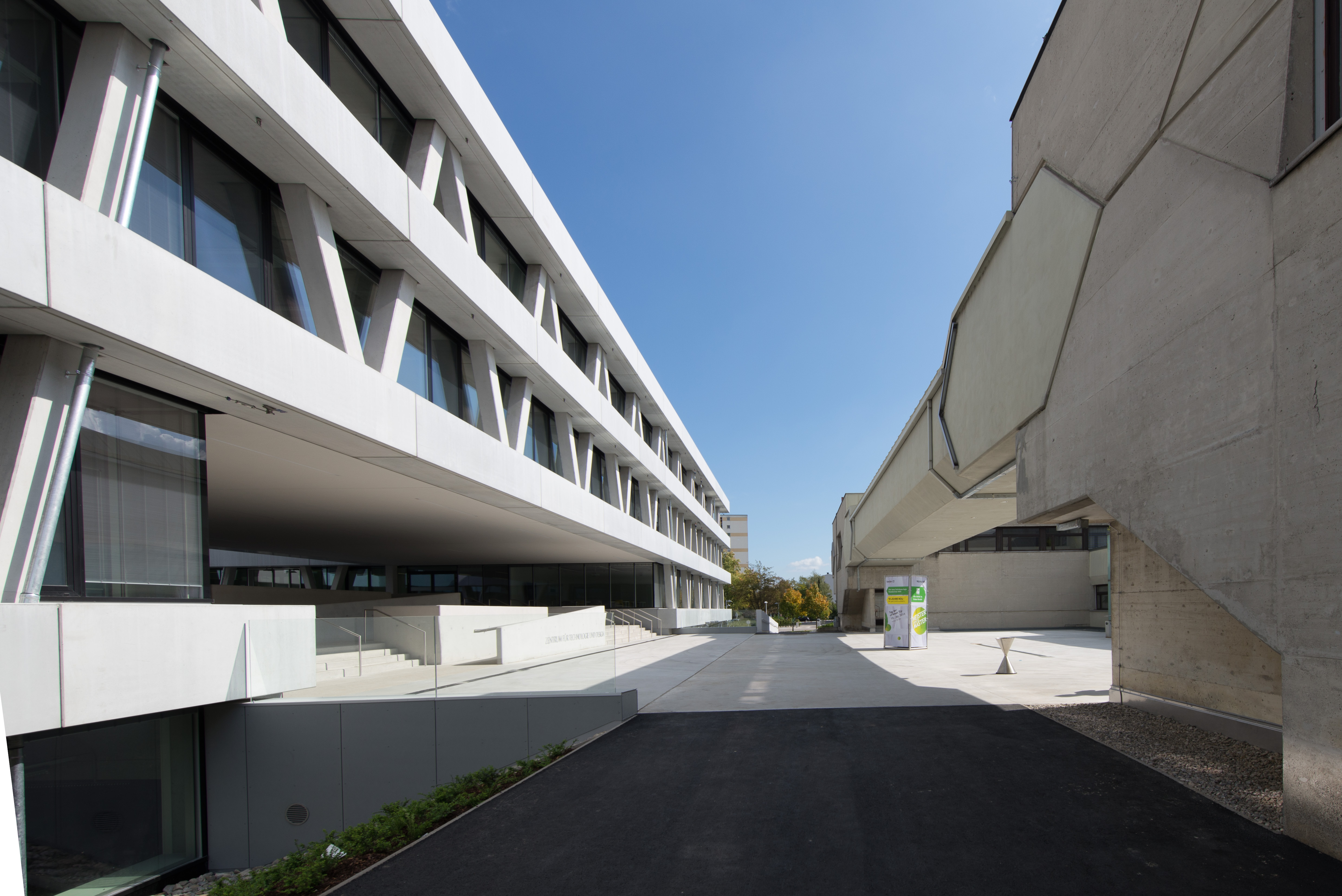
Інститут економіки у Санкт-Пельтені

У 1972 році були побудовані освітній центр та майстерня  Інституту сприяння розвитку економіки у Санкт-Пельтені. У проекті реалізований принцип максимально можливої рентабельності, можливість гнучкої багатофункціональності окремих кімнат і груп кімнат.
У 1975 Карлу Шванцерові було доручено розробити проект будівлі представницького характеру — Посольство Австрії в Бразилії. Це блискуче білий будинок з місцевих збірних полегшених бетонних елементів, який сильно вирізня́ється на тлі яскравого блакитного неба і червоної землі Бразилії.

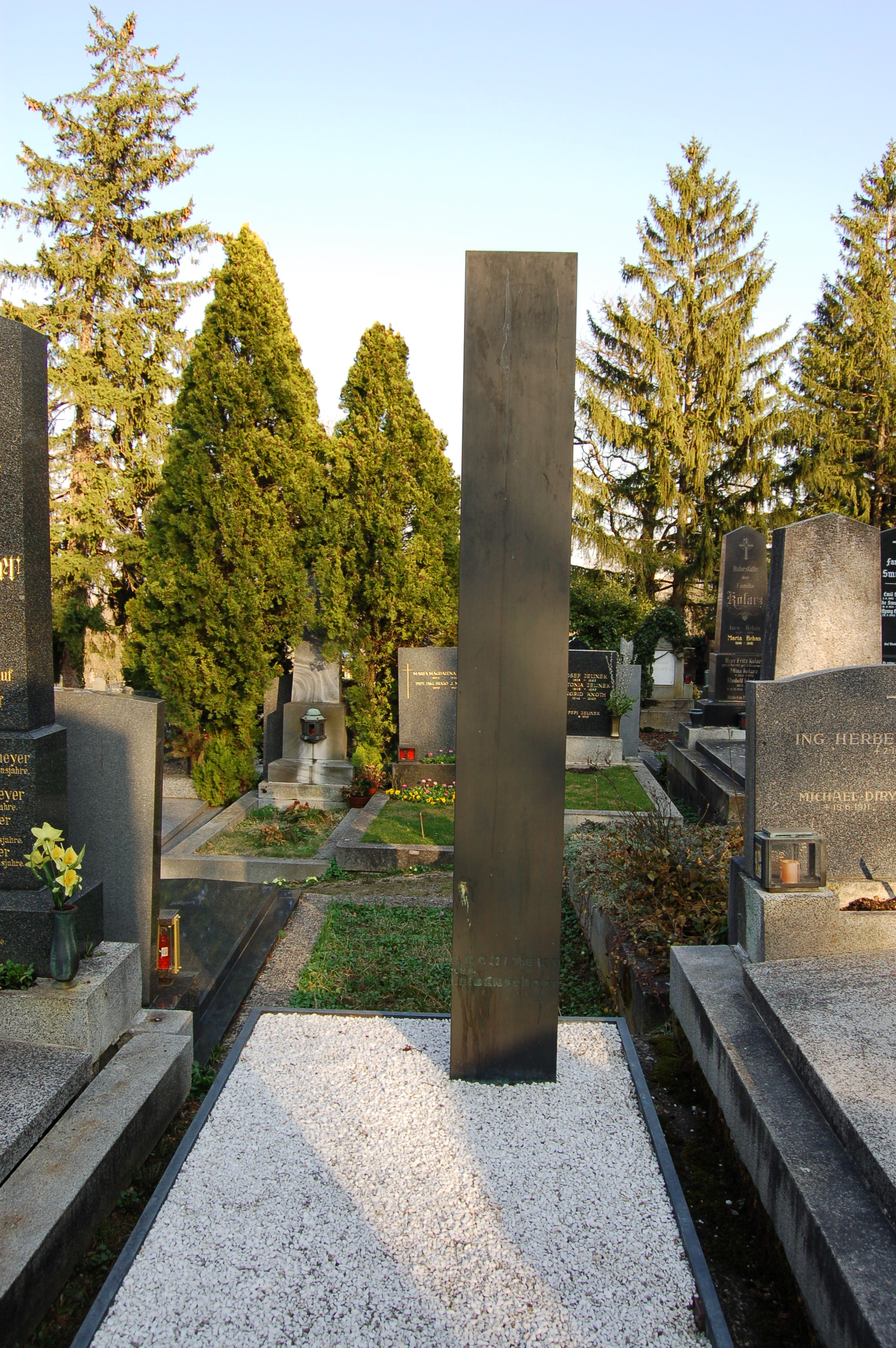
Могила Карла Шванцера

Шванцер був одружений з Гільдою Дельтл (1920—1998), у них було двоє синів. 20 серпня 1975 року Карло Шванцер пішов з життя і похований на цвинтарі Нойштіфте Фрідгоф.
Посмертно в 1975 році був нагороджений Великою австрійською державною премією у галузі архітектури. У 2008 році його іменем була названа вулиця в 10-му районі Відня.

## Нагороди та почесні звання

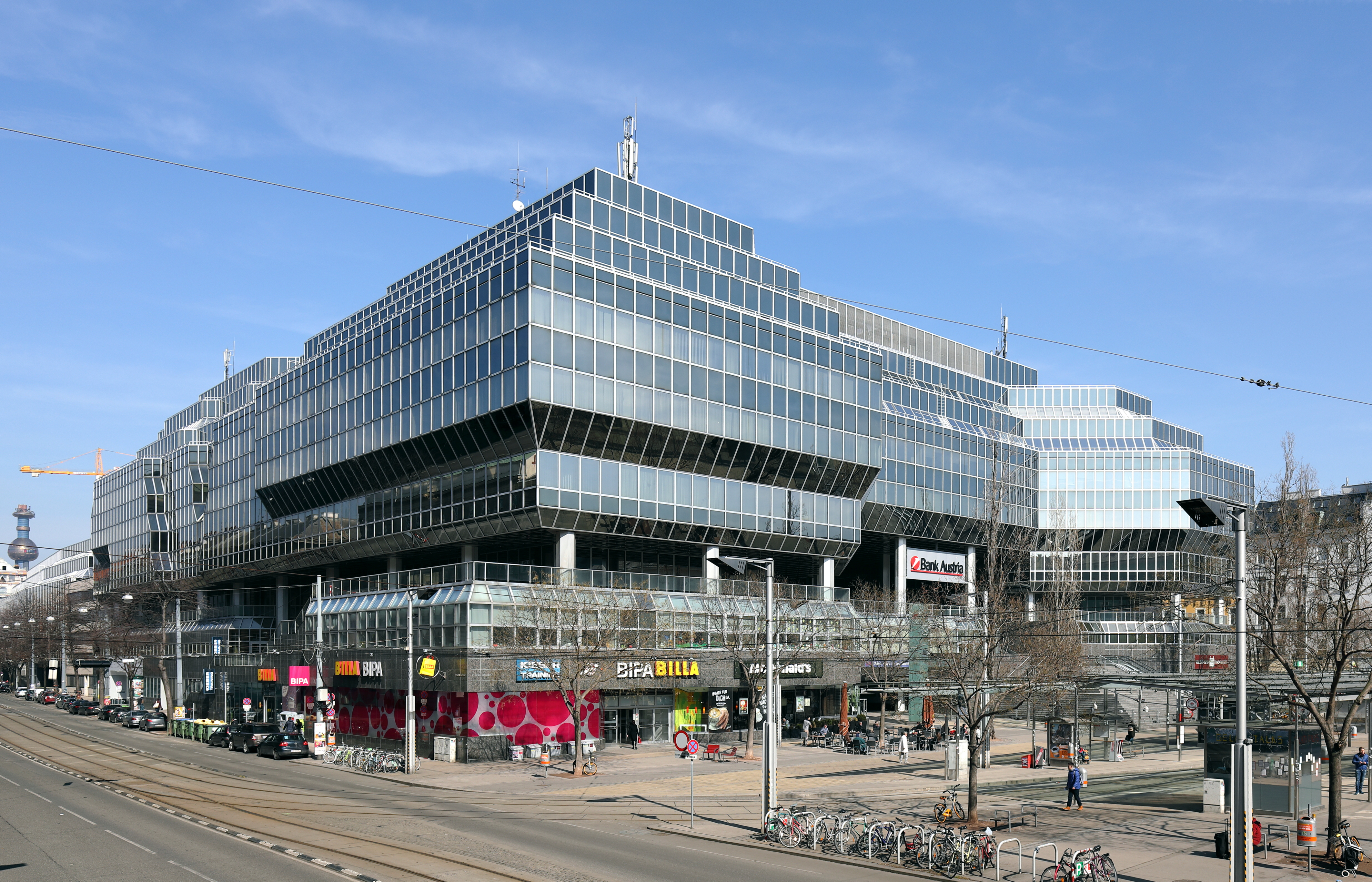
Вокзал Франца-Йосифа

- 1954 — Премія Йозефа Гофмана від спілки митців Віденська сецесія
- 1958 — Срібний орден за заслуги перед Австрійською Республікою
- 1958 — Гран-прі за архітектуру на Всесвітній виставці в Брюсселі
- 1959 — Премія міста Відня за архітектуру[de]
- 1963 — Почесний член-кореспондент Королівського інституту британських архітекторів
- 1965 — Офіцер Merit Touristique, Франція
- 1969 — Почесний член Американського інституту архітекторів[en]
- 1969 — Член-кореспондент німецьких архітекторів

- 1969 — Великий почесний «Знак за заслуги перед Австрійською Республікою»
- 1973 — Нагорода профспілки архітекторів Баварії
- 1974 — Премія за бетонну архітектуру Федеральної асоціації німецької цементної промисловості
- 1975 — Велика державна премія Австрії[de] за архітектуру (посмертно)
- 2008 — названа вулиця імені Карла Шванцера у районі Відня Фаворитен